# Estètica alacantina

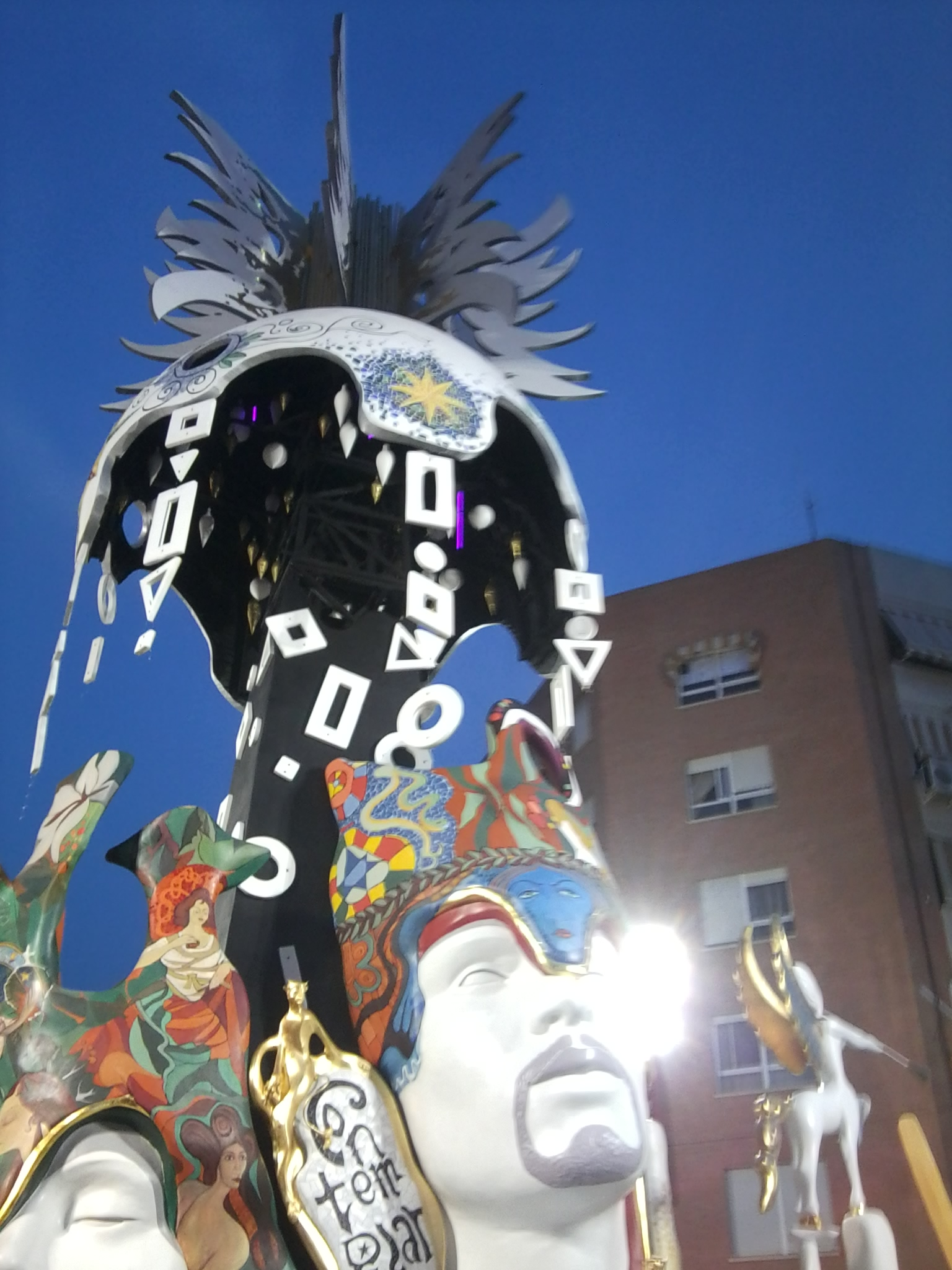
Foguera de Gran Via-Ceràmica 2011

Estètica alacantina és el nom que reben una sèrie de trets estètics que es van diferenciar als cadafals de les Fogueres de Sant Joan d'Alacant, com els motius simètrics, estilitzats i les figures geomètriques, que es diferenciarien de l'estètica predominant als cadafals de les Falles que, tot i tindre un origen comú, destacarien pel fet que a València l'estètica dominant seria més barroca.

## Història
Es considera que ja en 1929, en la segona edició de les Fogueres d'Alacant, es produeix el primer contacte entre la festa i les avantguardes estètiques. A partir de 1931, Gastó Castelló i Bravo començarà a gaudir de popularitat amb els seus cadafals amb una línia avantguardista. Tot i que estes obres es consideren generalment l'inici de l'estètica alacantina, cal notar que a Alcoi, Oriola, però també a València es realitzen per estes dates cadafals amb esta estètica. Els cadafals de Gastó Castelló destacaren per ser els primers a oferir una monumentalitat coherent, creada a partir de grans volums combinats amb harmonia, jugant amb les geometries i combinant frontals divergents i amb jocs de simetries.
Es creu que este estil es consolida a les Fogueres d'Alacant per una absència de tradició prèvia, si bé també es podria considerar que els cadafals d'estètica avantguardista es consoliden per emparentar-se amb els valors artístics de finals dels anys 20 i primers anys 30. A partir de 1933 i 1934, es consolida plenament l'estil de Gastó Castelló, utilitzat per la majoria d'artistes foguerers i fins i tot pels artistes valencians que plantaven a Alacant amb el nom d'Unión Arte.
Amb el parèntesi de la Guerra Civil espanyola, les Fogueres tornen a plantar-se en 1940, produint-se una continuïtat estètica amb l'estètica dels anys 30, tot i que els cadafals foren més modestos per les limitacions econòmiques del moment. A partir de 1943 es recupera certa monumentalitat, reprenguent l'arquitectura i certs trets de les fogueres de l'època republicana. Fins a finals de la dècada de 1950, les Fogueres destacaran per la seua homogeneïtat, tot i que autors esporàdics, sovint de la ciutat de València, trencaren la línia de les composicions simètriques amb cadafals pareguts als de les falles.
Durant els anys 60, i sobretot durant els 70, l'estètica alacantina cau a la mínima expressió. Remigio Soler, a partir de 1975, reivindica la línia alacantina tot defugint del barroquisme, renovació que es consolidaria a partir de nous artistes, i a l'Ajuntament democràtic sorgit a partir de 1979, que va apostar per les fogueres que participaven de la resurrecció de la línia alacantina.